# Бергхайм (Австрия)
Бергхайм (на немски: Bergheim) е община в провинция Залцбург в Австрия с 5297 жители (на 1 януари 2017). Граничи на юг с град Залцбург и на запад с река Залцах и се намира до северните Алпи.
Споменат е за пръв път през 927 г.